# نهائي دوري أبطال إفريقيا 2021
نهائي دوري أبطال أفريقيا 2021 هي المباراة النهائية من دوري أبطال أفريقيا 2020–21، التي حددت بطل المسابقة الـ25 بالنظام الجديد، والـ 57 منذ إنشاء البطولة. أقيمت المباراة على ملعب محمد الخامس في الدار البيضاء يوم 17 يوليو 2021، بين كايزر تشيفز الجنوب أفريقي الذي تأهل للمباراة النهائية للمرة الأولى في تاريخه، وحامل اللقب الأهلي المصري الذي لعب النهائي الـ 14 في تاريخه.
فاز الأهلي على كايزر تشيفز بنتيجة 3–0 ليحقق لقبه العاشر في المسابقة والثاني على التوالي. حصل الأهلي على حق اللعب ضد الرجاء الرياضي، بطل كأس الكونفيدرالية الأفريقية 2020–21 في كأس السوبر الأفريقي 2022، كما تأهل أيضًا لكأس العالم للأندية 2021 في اليابان.

## عن الفريقين
| الفريق      | ظهور الفريق في نهائيات دوري أبطال أفريقيا السابقة (الخط الغليظ يشير لسنة الفوز)   |
| ----------- | --------------------------------------------------------------------------------- |
| كايزر تشيفز | لا يوجد                                                                           |
| الأهلي      | 13 (1982، 1983، 1987، 2001، 2005، 2006، 2007، 2008، 2012، 2013، 2017، 2018، 2020) |

## الطريق إلى النهائي
| م | الفريق         | لعب | نقاط |
| - | -------------- | --- | ---- |
| 1 | الوداد الرياضي | 6   | 13   |
| 2 | كايزر تشيفز    | 6   | 9    |
| 3 | هورويا         | 6   | 9    |
| 4 | بترو إتليتيكو  | 6   | 1    |

| م | الفريق    | لعب | نقاط |
| - | --------- | --- | ---- |
| 1 | سيمبا     | 6   | 13   |
| 2 | الأهلي    | 6   | 11   |
| 3 | فيتا كلوب | 6   | 7    |
| 4 | المريخ    | 6   | 2    |

## المباراة

### التفاصيل
| كايزر تشيفز | 0–3 | الأهلي                              |
| ----------- | --- | ----------------------------------- |
|             |     | - شريف 53' - قفشة 64' - السولية 74' |